# Carol Lawrence
Carol Lawrence (ur. 5 września 1932) – amerykańska aktorka filmowa i telewizyjna.

## Filmografia
seriale
- 1951: The Red Skelton Show jako Helena z Troi
- 1957: Wagon Train jako Księżniczka Mei Ling, wdowa O’Rourke
- 1965: Run for Your Life jako Rosinha Fielding
- 1977: Statek miłości jako Barbara / Marcy McGuire
- 1984: Napisała: Morderstwo jako Candice Drake
- 1998: Seks w wielkim mieście jako starsza kobieta

film
- 1960: Rashomon
- 1962: Widok z mostu jako Catherine
- 1978: Three on a Date jako Joan
- 1994: Zabójcza intryga jako Sylvia
- 2013: Mother of War jako Donna Rosa

## Wyróżnienia
Posiada swoją gwiazdę na Hollywoodzkiej Alei Gwiazd.